# Arturo Tolentino

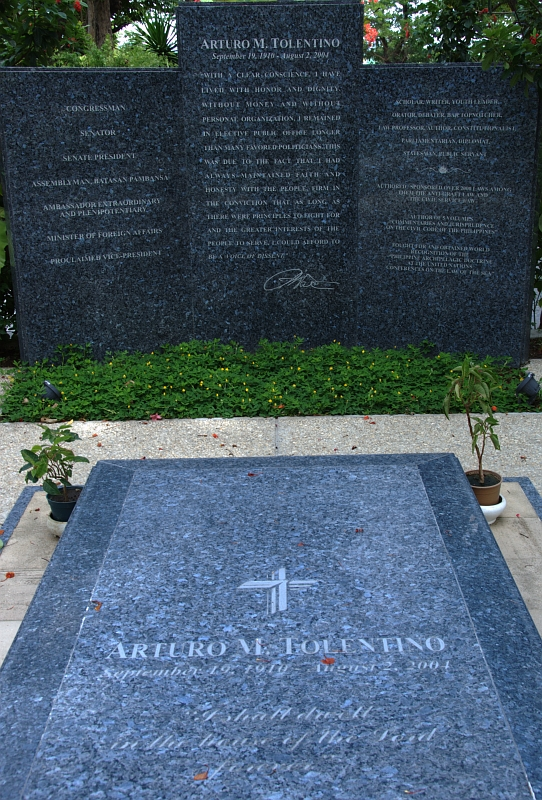
Nagrobek Arturo Tolentino

Arturo M. Tolentino (ur. 19 września 1910 w Manili, zm. 2 sierpnia 2004 w Quezon City) – polityk filipiński.
Prawnik, prof. kilku uczelni (m.in. Uniwersytetu Filipińskiego), autor cenionych książek prawniczych. Sprawował wiele funkcji publicznych – był deputowanym do parlamentu (1949–1957), senatorem (1957–1972), przewodniczącym Senatu (1965–1967). W latach 1984–1985 pełnił funkcję ministra spraw zagranicznych; został wybrany przez prezydenta Marcosa na kandydata na wiceprezydenta w wyborach w lutym 1986. Po początkowym ogłoszeniu wyborczego zwycięstwa pary Marcos-Tolentino przez komisję wyborczą wybuchły demonstracje społeczne; w atmosferze oskarżeń o fałszerstwo wyborcze Marcos został zmuszony do ustąpienia na rzecz Corazon Aquino.
W lipcu 1986 Marcos, przebywający od lutego na emigracji, usiłował ponownie przejąć władzę; w oczach zwolenników obalonego prezydenta Tolentino uchodził w tym okresie za p.o. prezydenta (ponieważ legalnie wybrany Marcos przebywał poza Filipinami). Próba przewrotu zakończyła się niepowodzeniem, ale nie załamała pozycji Tolentino w życiu politycznym. W latach 1992–1995 ponownie zasiadał w Senacie.
W 1995 odznaczony filipińskim Krzyżem Wielkim Gawad Mabini.